# باباعلی (بهار)
باباعلی (بهار)، روستایی از توابع بخش صالح‌آباد شهرستان بهار در استان همدان ایران است.

## جمعیت
این روستا در دهستان صالح‌آباد قرار دارد و براساس سرشماری مرکز آمار ایران در سال ۱۳۹۵، جمعیت آن ۴۱۸ نفر (۱۴۵خانوار) بوده‌است.

## نگارخانه

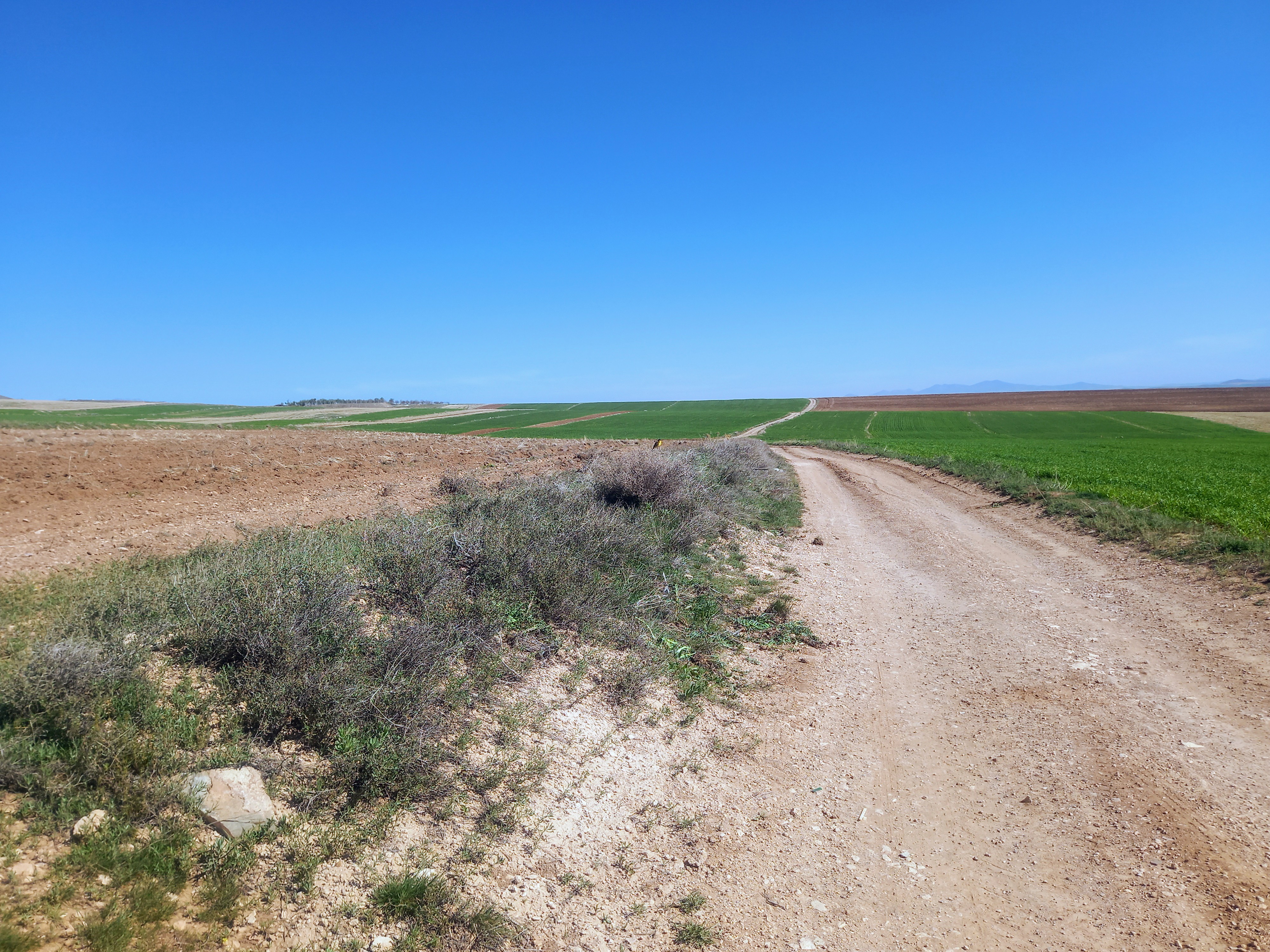
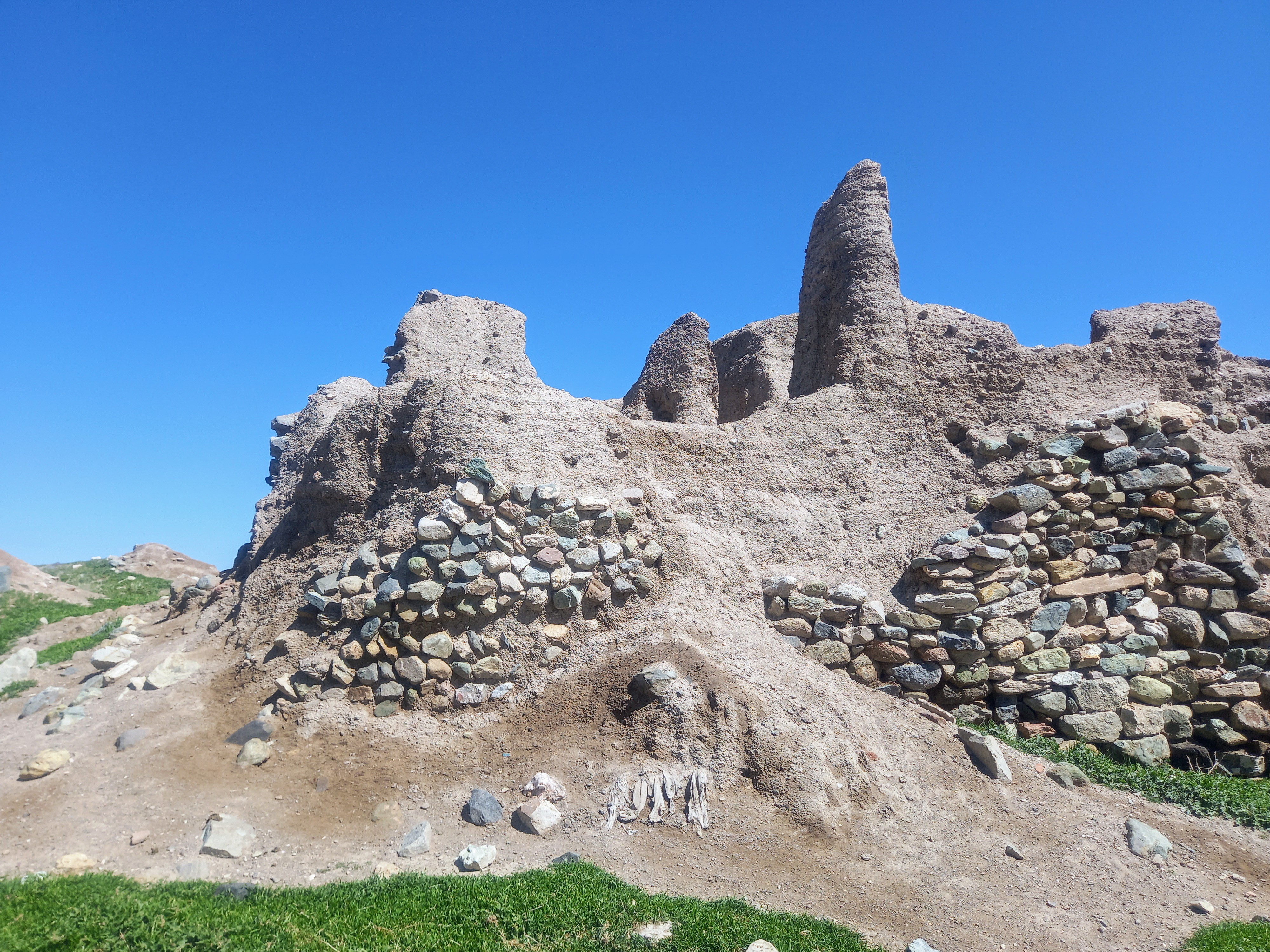
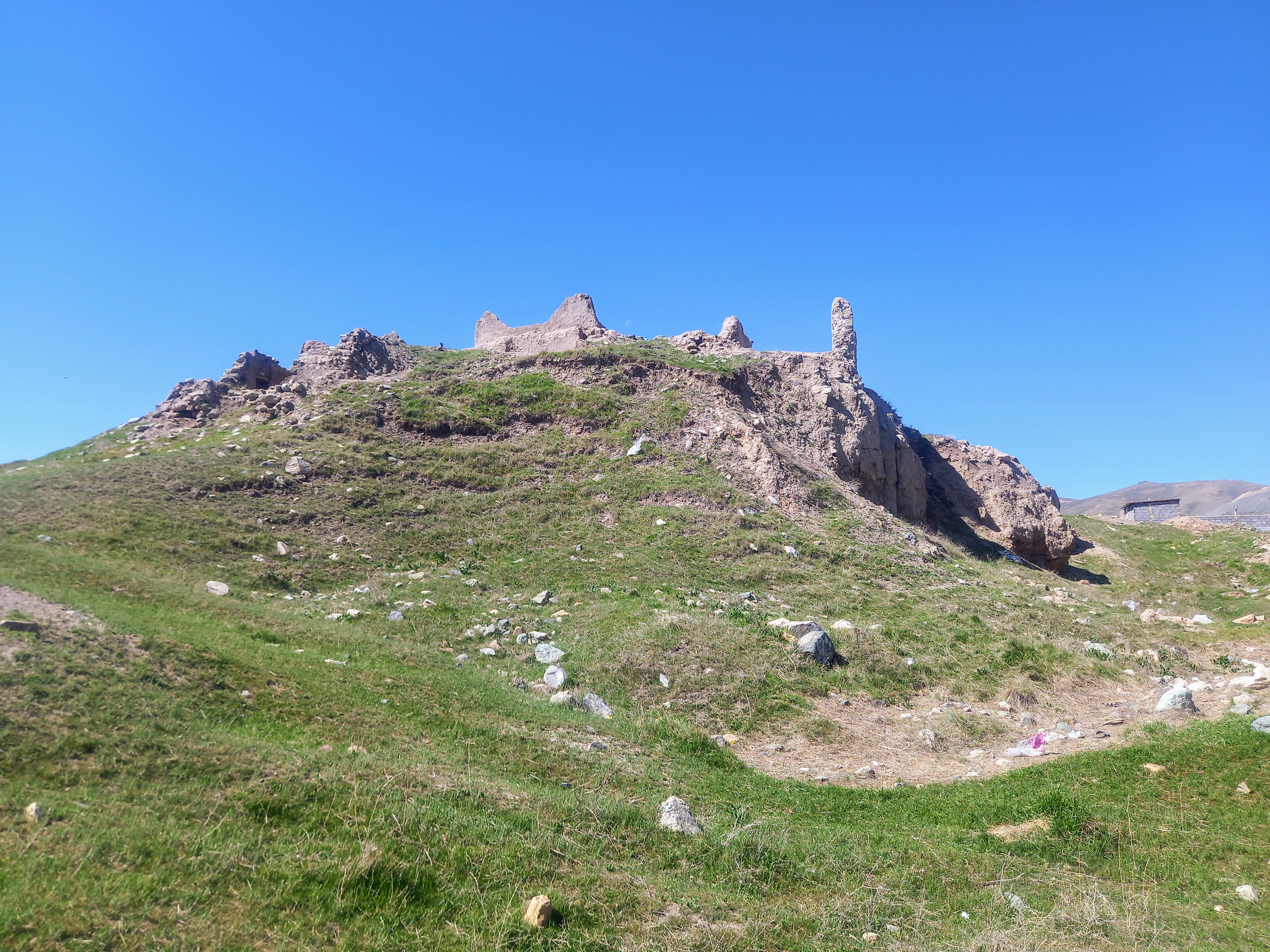
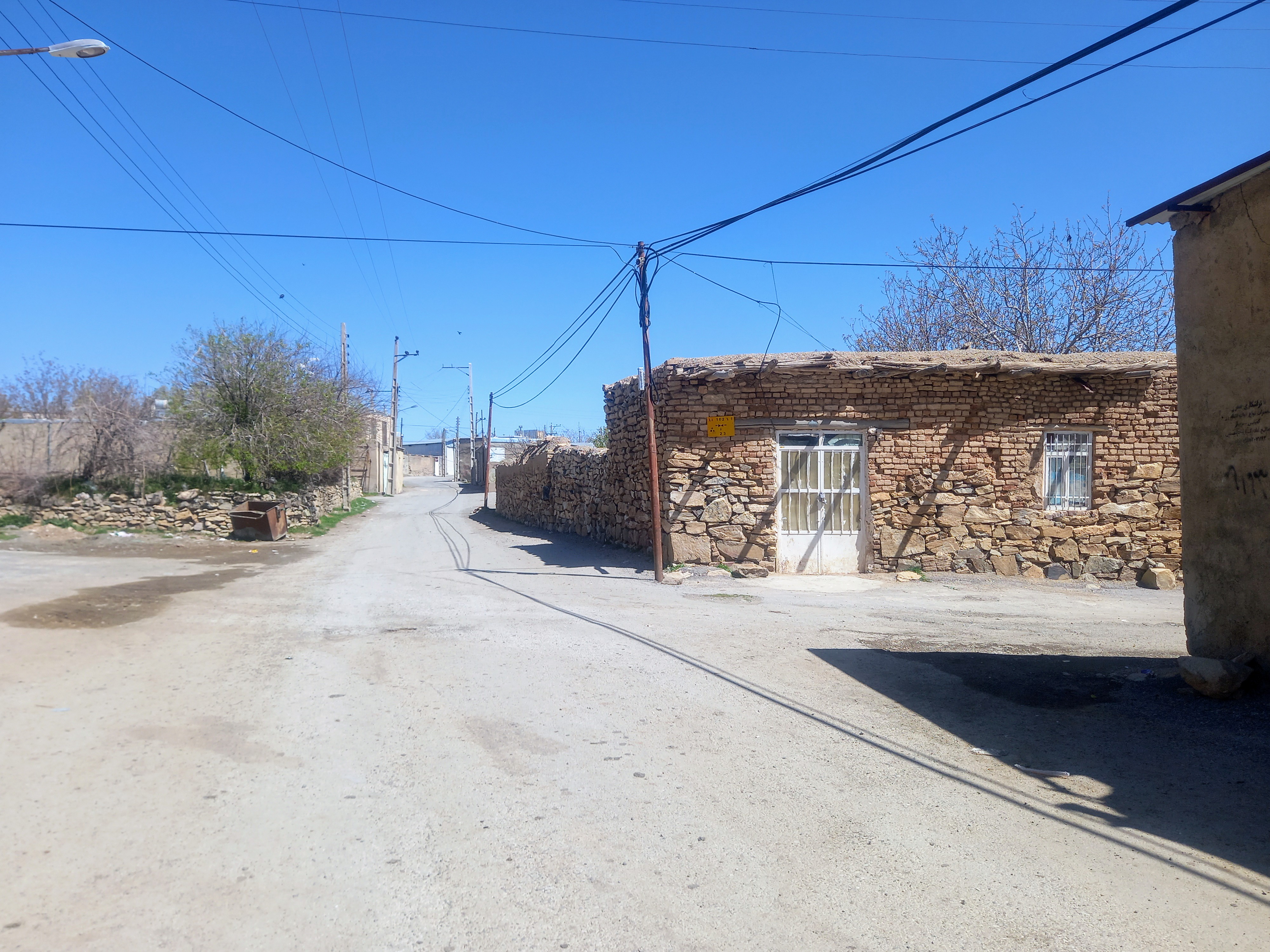